# عزیزبک امانوف
عزیزبک امانوف (ازبکی: Азизбек Аскарович Аманов؛ زادهٔ ۳۰ اکتبر ۱۹۹۷) بازیکن فوتبال اهل ازبکستان است که در پست وینگر و هافبک هجومی برای باشگاه فوتبال بنیادکار در لیگ برتر ازبکستان و تیم ملی فوتبال ازبکستان بازی می‌کند.
آمانوف سابقه بازی در باشگاه استقلال را در کارنامه خود دارد ، همچنین آمانوف توانسته است با استقلال قهرمان لیگ برتر خلیج فارس شود

## آمار باشگاهی

### باشگاهی
تا تاریخ ۱۴ آذر ۱۴۰۲
| باشگاه                 | فصل                    | لیگ                    | لیگ  | لیگ | جام حذفی | جام حذفی | قاره‌ای | قاره‌ای | دیگر | دیگر | مجموع | مجموع |
| باشگاه                 | فصل                    | دسته                   | بازی | گل  | بازی     | گل       | بازی   | گل     | بازی | گل   | بازی  | گل    |
| ---------------------- | ---------------------- | ---------------------- | ---- | --- | -------- | -------- | ------ | ------ | ---- | ---- | ----- | ----- |
| لوکوموتیو              | ۲۰۱۷                   | لیگ ازبکستان           | ۱۱   | ۱   | ۳        | ۱        | ۰      | ۰      | –    | –    | ۱۴    | ۲     |
| لوکوموتیو              | ۲۰۱۸                   | لیگ ازبکستان           | ۱۳   | ۱   | ۲        | ۰        | ۰      | ۰      | –    | –    | ۱۵    | ۱     |
| لوکوموتیو              | ۲۰۱۹                   | لیگ ازبکستان           | ۸    | ۱   | ۰        | ۰        | ۰      | ۰      | ۰    | ۰    | ۸     | ۱     |
| لوکوموتیو              | ۲۰۲۰                   | لیگ ازبکستان           | ۱۳   | ۱   | ۱        | ۰        | ۰      | ۰      | –    | –    | ۱۴    | ۱     |
| لوکوموتیو              | ۲۰۲۱                   | لیگ ازبکستان           | ۲۶   | ۸   | ۴        | ۳        | –      | –      | –    | –    | ۳۰    | ۱۱    |
| مجموع لوکوموتیو تاشکند | مجموع لوکوموتیو تاشکند | مجموع لوکوموتیو تاشکند | ۷۱   | ۱۲  | ۱۰       | ۴        | ۰      | ۰      | ۰    | ۰    | ۸۱    | ۱۶    |
| بخارا                  | ۲۰۲۰                   | لیگ ازبکستان           | ۱۳   | ۰   | ۰        | ۰        | –      | –      | –    | –    | ۱۳    | ۰     |
| مجموع بخارا            | مجموع بخارا            | مجموع بخارا            | ۱۳   | ۰   | ۰        | ۰        | –      | –      | –    | –    | ۱۳    | ۰     |
| استقلال                | ۰۱–۱۴۰۰                | لیگ برتر               | ۱۱   | ۰   | ۱        | ۰        | –      | –      | –    | –    | ۱۲    | ۰     |
| استقلال                | ۰۲–۱۴۰۱                | لیگ برتر               | ۱    | ۰   | ۰        | ۰        | –      | –      | –    | –    | ۱     | ۰     |
| مجموع استقلال          | مجموع استقلال          | مجموع استقلال          | ۱۲   | ۰   | ۱        | ۰        | –      | –      | –    | –    | ۱۳    | ۰     |
| نسف قارشی              | ۲۰۲۳                   | لیگ ازبکستان           | ۲۶   | ۳   | ۷        | ۴        | ۶      | ۲      | –    | –    | ۳۹    | ۹     |
| مجموع نسف قارشی        | ۲۶                     | ۳                      | ۷    | ۴   | ۶        | ۲        | –      | –      | ۳۹   | ۹    |       |       |
| مجموع آمار             | مجموع آمار             | مجموع آمار             | ۱۲۲  | ۱۵  | ۱۸       | ۸        | ۶      | ۲      | –    | –    | ۱۴۶   | ۲۵    |

## عملکرد ملی
او سابقهٔ ۷ بازی رسمی برای تیم‌های ملی زیر ۲۰ سال ازبکستان و زیر ۲۳ سال ازبکستان را دارد. ضمناً وی در بازی دوستانه تیم ملی زیر ۲۳سال ازبکستان برابر تیم ملی زیر ۲۳ سال بحرین در ۲۰۱۸/۴/۳۰ توسط گلزنی کند. عزیزبک امانوف اولین بازی ملی خود را برای تیم ملی فوتبال ازبکستان مقابل تیم ملی فوتبال سوئد در ۱۴ شهریور ۱۴۰۰ انجام داد که با شکست ۲ بر ۱ تیمش همراه شد. او اولین گل ملی خود را در ۱۷ مهر ۱۴۰۰ مقابل تیم ملی فوتبال مالزی به ثمر رساند که آن مسابقه با پیروزی ۵ بر ۱ ازبکستان همراه بود. او همچنین برای ازبکستان در برابر تیم ملی فوتبال اردن، تیم ملی فوتبال قرقیزستان و تیم ملی فوتبال اوگاندا در ترکیب اصلی به میدان رفت که توانست در پیروزی ۴–۲ برابر اوگاندا یک پاس گل را به نام خود ثبت کند. و در جریان مقدماتی جام ملت‌های آسیا ۲۰۲۳ با حضور در پیروزی ۴–۰ برابر تیم ملی فوتبال مالدیو و پیروزی ۳–۰ برابر تیم ملی فوتبال سری‌لانکا حضور داشت همچنین او در دو مسابقه دیگر ازبکستان برابر تیم ملی فوتبال گرجستان و تیم ملی فوتبال سودان جنوبی جزو لیست ذخیره حضور داشت.
جام ملت های آسیا ۲۰۲۳ قطر
وی به همراه تیم ملی فوتبال ازبکستان به مرحله یک چهارم نهایی این جام راه یافت و در این مرحله در ضربات پنالتی از تیم ملی فوتبال قطر شکست خورد و از گردونه رقابت ها حذف شد.

## آمار ملی
تا تاریخ ۲۵ دسامبر ۲۰۲۳
| ازبکستان | ازبکستان | ازبکستان | ازبکستان |
| سال      | بازی     | گل       | پاس گل   |
| -------- | -------- | -------- | -------- |
| ۲۰۲۱     | ۳        | ۱        | ۰        |
| ۲۰۲۲     | ۴        | ۰        | ۱        |
| ۲۰۲۳     | ۱        | ۱        | ۰        |
| مجموع    | ۸        | ۲        | ۱        |

### تفکیک گل‌های ملی
| شماره | تاریخ          | میزبان | بازی ملی | حریف      | نتیجه | رقابت   |
| ----- | -------------- | ------ | -------- | --------- | ----- | ------- |
| ۱     | ۹ اکتبر ۲۰۲۱   | تاشکند | ۲        | مالزی     | ۵–۱   | دوستانه |
| ۲     | ۲۵ دسامبر ۲۰۲۳ | دبی    | ۸        | قرقیزستان | ۴–۱   | دوستانه |

## افتخارات

### باشگاهی
لوکوموتیو تاشکند
- سوپر لیگ ازبکستان (۲): ۲۰۱۷، ۲۰۱۸
- جام حذفی ازبکستان (۱): ۲۰۱۷
- سوپر جام فوتبال ازبکستان (۱): ۲۰۱۹

استقلال تهران
- لیگ برتر فوتبال ایران (۱): ۰۱–۱۴۰۰
- سوپر جام فوتبال ایران (۱): ۱۴۰۱

نسف قارشی
- سوپر جام فوتبال ازبکستان (۱): ۲۰۲۳
- جام حذفی ازبکستان (۱): ۲۰۲۳

### ملی
ازبکستان
- نوروز کاپ (۱): ۲۰۲۲